# 343
343 (CCCXLIII) var ett normalår som började en lördag i den julianska kalendern.

## Händelser

### Okänt datum
- Kejsar Constans reser till Britannien, möjligen för en militärexpedition mot pirater.
- Kejsar Constantius II invaderar Adiabene.
- Konciliet i Sofia fastställer Roms överhöghet. Påven blir ledare för kristendomen och tar sitt residens i Lateranen.

## Avlidna
- 6 december – Nikolaus (ursprunget till jultomten), kristet helgon